# 천명공주
천명공주(天明公主, 생몰년 미상)는 신라 상대(上代)시기의 왕족이다. 성은 김(金), 시호는 문진(文眞)이다.

## 인물
진평왕과 마야부인의 딸이다. 《삼국사기》와 《삼국유사》에는 그냥 딸이라고 적혀있고, 필사본 《화랑세기》에는 그녀가 장녀라고 적고 있다.
남편은 진지왕의 아들인 김용춘이며, 이 사이에서 아들 김춘추(春秋, 태종무열왕)를 낳았다. 자세한 생몰년대는 기록이 되어있지 않다.
필사본 《화랑세기》에서는 김용수(金龍樹, 579년 이전 ~ 646년 이후) 또는 김용춘(金龍春)의 아내인 천명공주와 김용춘의 아내인 천화공주(天花公主)라는 별도의 인물로 나타나는데, 천명공주는 진평왕의 명령으로 동생인 덕만공주에게 왕위를 양보하고 출궁한 까닭으로 성골에서 진골로 족강된 것으로 기록되어 있다. 선덕여왕이 죽은 뒤 왕위가 사촌동생인 진덕여왕에게 돌아가는 점으로 보아, 선덕여왕보다 먼저 사망했을 것으로 추정된다. 천화공주는 처음에 김용수(金龍樹)에게 시집갔으나 그가 천명공주를 아내로 맞게 되어 다시 김용춘에게 시집갔다고 전한다. 그러나 다시 김용춘이 선덕여왕을 모시게 되자 그녀를 백룡공에게 맡겼다고 전한다. 김용춘과의 사이에서 아들이 있었다고 한다. 천화공주는 셋째언니인 선화공주와 마찬가지로 실존여부가 불분명하다. 
훗날 아들 김춘추가 왕위에 오른 후 그녀를 문정태후(文貞太后)에 추존하였다.

## 가족관계

### 선대
- 조부 : 동륜태자
- 조모 : 만호부인
  - 아버지 : 진평왕 (眞平王, 567~632, 재위:579~632)
- 외조부 : 복승갈문왕
  - 어머니 : 마야부인(摩耶王后)
    - 여동생 : 선덕여왕 (善德女王, ? ~647, 재위:632~647)
    - 남편 : 김용춘 (金龍春 579?~646?) -. 훗날 태종무열왕에 의해 문흥대왕(文興大王)에 추존.
      - 아들 : 신라 제29대 태종무열왕 (太宗武烈王, 603~661, 재위:654~661).

  - 의붓어머니 : 승만부인(僧滿夫人)
    - 여동생 : 선화공주 (善花公主, 《삼국유사》에만 등장)

## 천명공주가 등장하는 작품
- 《서동요》(SBS, 2005년~2006년, 배우:이경화)
- 《선덕여왕》(MBC, 2009년, 배우:박예진, 신세경, 김유정)
- 《대왕의 꿈》(KBS, 2012년~2013년, 배우:조경숙)